# Year of the Dragon
Year of the Dragon – dziewiąty album niemieckiego zespołu Modern Talking, wydany 28 lutego 2000 roku przez wytwórnię BMG. Album zawiera dwa przeboje:
- China in Her Eyes
- Don’t Take Away My Heart

## Wyróżnienia
| Wyróżnienie     | Państwo      | Sprzedaż                                   |
| --------------- | ------------ | ------------------------------------------ |
| Platynowa płyta | Łotwa Niemcy | 13,5-tysięczny nakład 450-tysięczny nakład |
| Złota płyta     | Szwajcaria   | 30-tysięczny nakład                        |
| BRAK            | Rosja        | 100-tysięczny nakład                       |

## Lista utworów
CD (74321 72298 2) (BMG)	28.02.2000
| Nr  | Tytuł                                           | Długość |
| --- | ----------------------------------------------- | ------- |
| 1.  | China in Her Eyes                               | 4:22    |
| 2.  | Don’t Take Away My Heart                        | 3:37    |
| 3.  | It's Your Smile                                 | 3:31    |
| 4.  | Cosmic Girl                                     | 3:41    |
| 5.  | After Your Love Is Gone                         | 3:41    |
| 6.  | Girl Out of My Dreams                           | 3:58    |
| 7.  | My Lonely Girl                                  | 4:00    |
| 8.  | No Face, No Name, No Number                     | 3:59    |
| 9.  | Can’t Let You Go                                | 4:22    |
| 10. | Part Time Lover                                 | 3:11    |
| 11. | Time Is on My Side                              | 3:37    |
| 12. | I'll Never Fall in Love Again                   | 4:39    |
| 13. | Avec Toi                                        | 3:52    |
| 14. | I’m Not Guilty                                  | 3:39    |
| 15. | Fight for the Right Love                        | 3:42    |
| 16. | Walking in the Rain of Paris                    | 3:41    |
| 17. | Fly to the Moon                                 | 3:37    |
| 18. | Love Is Forever                                 | 3:24    |
| 19. | Bonus: China in Her Eyes (feat. Eric Singleton) | 3:10    |

## Listy przebojów (2000)
| Państwo    | Najwyższe miejsce |
| ---------- | ----------------- |
| Austria    | 5                 |
| Bułgaria   | 14                |
| Czechy     | 7                 |
| Estonia    | 1                 |
| Finlandia  | 22                |
| Grecja     | 22                |
| Niemcy     | 3                 |
| Norwegia   | 26                |
| Polska     | 3                 |
| Szwajcaria | 4                 |
| Szwecja    | 28                |
| Turcja     | 1                 |
| Węgry      | 3                 |

## Autorzy
- Muzyka: Dieter Bohlen z wyjątkiem utworu 18: Thomas Anders
- Autor tekstów: Dieter Bohlen z wyjątkiem utworu 18: Thomas Anders
- Wokalista: Thomas Anders
- Raper: Eric Singleton
- Producent: Dieter Bohlen
- Aranżacja: Dieter Bohlen
- Współproducent: Luis Rodriguez